# Pal·ladi d'Helenòpolis
Pal·ladi d'Hel·lenòpolis (grec antic: Παλλάδιος, llatí: Palladius) (nat cap a l'any 367 - difunt entre el 421 i el 430) va ser un eclesiàstic grec del segle v, bisbe d'Hel·lenòpolis a Bitínia. Com que va néixer a Galàcia, encara que hi ha alguna discussió sobre això, se'l coneixia també com a Pal·ladi de Galàcia.
Potser l'any 387 va entrar a la vida monàstica. Va anar a Egipte per conèixer als monjos cristians anomenats pares del desert. Va arribar a Egipte el 390 i va anar a Nítria, al sud d'Alexandria, i després al desert de Cèl·lia (Cellia) on va romandre nou anys, primer amb Macari d'Alexandria i després a Evagri del Pont. Es va posar malalt i va anar a Palestina per consell dels metges, buscant un clima més fred.

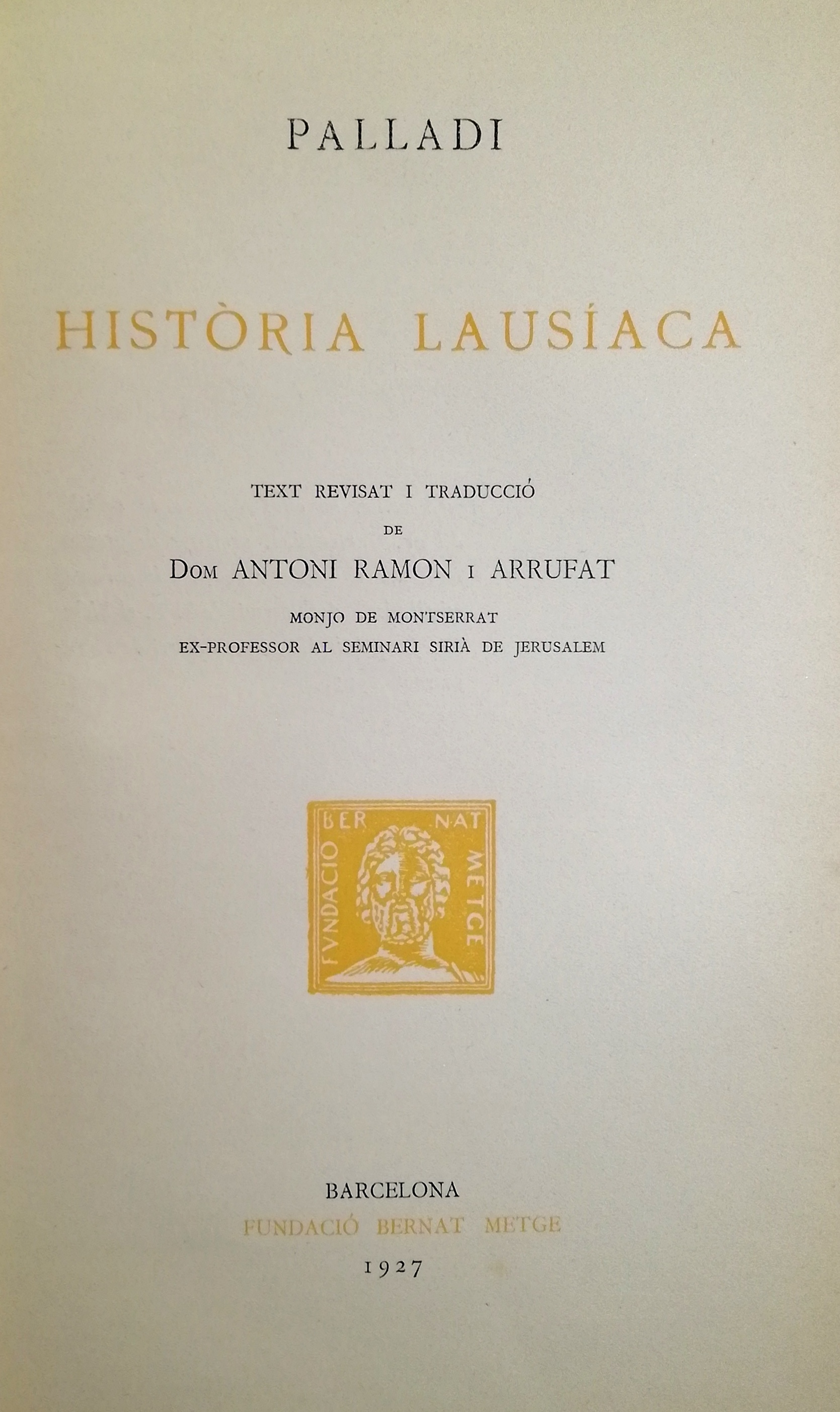
Història Lausíaca de Pal·ladi. Traducció grec / català publicada per la Col·lecció Fundació Bernat Metge l'any 1927

L'any 400 va ser nomenat bisbe d'Hel·lenòpolis, i es va destacar pel seu suport a Joan Crisòstom. Per aquesta causa va ser enviat a l'exili l'any 406 a la Tebaida. Potser va tornar al seu càrrec el 412 o almenys va obtenir una relaxació del desterrament i hauria estat a Antinòupolis i la muntanya de les Oliveres prop de Jerusalem abans de ser restaurat cap al 417.
Va escriure l'anomenada Historia Lausiaca entre els anys 419 i 420 aproximadament, quan tenia 53 anys, segons diu ell mateix, i probablement també va ser l'autor del Diàleg de la vida de Crisòstom. Als darrers anys era bisbe d'Aspona.
Se li atribueixen les següents obres:
- Ηωπὸς Λαύσανα τὸν πραιπόστιον ἱστορία περιέχουσα βίους ὁσίων πατέρων, Ad Lausum Praepositum Historia, quase Sanctorum Peatrum vitas complectitur, normalment anomenada Historia Lausiaca.[1] Aquesta obra conté notes biogràfiques o anècdotes característiques de diversos ascetes, que Pal·ladi havia conegut personalment, o sobre els quals va rebre informació d'aquells que els havien conegut. El seu valor es veu reduït pels registres de miracles i altres meravelles als que la credulitat de l'autor el va portar a admetre, però és interessant perquè parla de les tendències religioses de l'època, i valuosa perquè registra diversos fets relatius a homes eminents. Sozomen va copiar moltes anècdotes d'aquesta obra sense citar-la. Sòcrates Escolàstic, que parla de l'obra, diu que l'autor era un monjo, deixeble d'Evagri del Pont, i afirma que va florir poc després de la mort de Valent.
- Διάλογος ἱστορικὸς Παλλαδίου Ελενουπύλεως γενόμενος πρὸς Θεόδωρον διάκονον ρώμης, περὶ βίου καὶ πολιτείας του̂ μακαρίου ̓Ιωάννου ἐπισκόπου Κωνσταντινοπύλεως του̂ Χρυσοστόμου, Dialogus Historicus Palladii episcopi Helenopolis cum Theodoro ecclesiae Romanae diacono, de vita et conversatione Beati Joannis Chrysostomi, episcopi Constantinopolis. Aquesta obra, que defensa les tesis de Joan Crisòstom, sembla que realment no es pot atribuir a aquest Pal·ladi.[2]

## Traduccions catalanes
- Història Lausíaca. Traducció: Antoni Ramon i Arrufat. Barcelona, 1927. Col·lecció Fundació Bernat Metge, n.24.